# Objeto exponencial
Na teoria das categorias, um objeto exponencial é um objeto que representa o conjunto de morfismos entre dois objetos, de modo que generaliza a ideia de espaço funcional.

## Definição
Dados objetos x, y numa categoria C com todos os produtos binários, um objeto exponencial é um objeto xy junto a uma seta universal ap : xy × y → x do functor – × y ao objeto x. Noutras palavras, para cada objeto z ∈ C e seta e : z × y → x, existe única seta u : z → xy tal que e = ap ∘ (u × 1y).
Uma categoria é dita cartesiana fechada quando tem todos os produtos finitos (inclusive o objeto terminal) e cada dupla de objetos tem um correspondente objeto exponencial. Neste caso, há adjunção de duas variáveis {\displaystyle \hom _{C}(a\times b,c)\cong \hom _{C}(a,c^{b})\cong \hom _{C}(b,c^{a});} em particular, (a, c) ↦ ca estende-se a um functor Cop × C → C.

## Exemplos
- A categoria dos conjuntos é cartesiana fechada: XY é o conjunto de funções de Y a X, e ap(f, y) = f(y) ∈ X.[2]
- A categoria dos módulos sobre um anel comutativo fixo não precisa ser cartesiana fechada, mas satisfaz uma condição similar na qual o produto × é substituído pelo produto tensorial.[2] (É então uma categoria monoidal fechada.[4])
- A categoria dos espaços de Hausdorff compactamente gerados é cartesiana fechada. (Um espaço topológico X é dito compactamente gerado quando, para cada subconjunto A ⊆ X cuja interseção com cada subconjunto compacto de X é fechada, A é fechado.)[3][5]

## Categoria localmente cartesiana fechada
Uma categoria C é dita ser localmente cartesiana fechada quando, para cada objeto a de C, a categoria C/a é cartesiana fechada. (Aqui C/a denota a categoria vírgula idC ↓ (• ↦ a), isto é, a categoria cujos objetos são setas de contradomínio a, e cujas setas (f : b → a) → (g : c → a) são setas h : b → c de C tais que g ∘ h = f.)
Seja C categoria localmente cartesiana fechada (em particular, admitindo produtos fibrados). Para cada morfismo k : a → b de C, existe functor k* : C/b → C/a dado por pullback; isto é, k* leva um morfismo
h : (f : c → b) → (g : d → b)
de C/b ao morfismo
k* h : k* f → k* g
onde no diagrama
{\displaystyle {\begin{matrix}k^{*}c&\to &c\\k^{*}h\downarrow &&\downarrow h\\k^{*}d&\to &d\\k^{*}g\downarrow &&\downarrow g\\a&{\underset {k}{\to }}&b\end{matrix}}}
o quadrado inferior e o retângulo exterior são diagramas de produto fibrado.
Neste caso, existem duas adjunções
Σk ⊣ k* ⊣ Πk
onde o functor Σk é chamado de soma dependente e o functor Πk é chamado de produto dependente. O functor Σk : C/a → C/b é definido por composição com k : a → b. No caso particular em que b é objeto terminal 1 de C, caso em que C/1 é isomorfa a C, o functor Πk : C/a → C é dado por levar f : c → a ao objeto Γ f, onde
{\displaystyle {\begin{matrix}\Gamma f&\to &c^{a}\\\downarrow &&\downarrow f^{a}\\1&{\underset {j}{\to }}&a^{a}\end{matrix}}}
é diagrama de produto fibrado, em que j : 1 → aa é transposta da identidade 1 × a ≅ a → a pela adjunção exponencial.
A origem dos nomes soma dependente e produto dependente pode ser explicada no caso particular C = Set. A categoria Set/a é equivalente à categoria de famílias de conjuntos indexadas por a; com efeito, uma função f : b → a corresponde à família das pré-imagens
{ f←{x} }x ∈ a,
enquanto que uma família {Ax}x ∈ a corresponde à projeção
∑x∈a Ax → a
do coproduto (união disjunta). Por meio dessa equivalência, k* torna-se functor de troca de índices,
k* {By}y ∈ b = {Bk(x)}x ∈ a;
já Σk e Πk tornam-se os functores
Σk {Ax}x ∈ a = {∑x ∈ a, k(x) = y Ax}y ∈ b,
Πk {Ax}x ∈ a = {∏x ∈ a, k(x) = y Ax}y ∈ b;
estes são somas e produtos de membros da família, cujos índices dependem de k.